# 殷若昕
殷若昕（1986年11月21日—），中国大陆女导演、编剧。她毕业于中央戏剧学院，后来任多部话剧及影视剧的编剧及导演。2020年首次执导电影《再见，少年》。2021年，凭电影《我的姐姐》获得第16届中国长春电影节最佳导演奖项。

## 生平

### 早年
殷若昕成长于安徽铜陵的矿区，父母在矿上工作。殷初中时从矿区转到市里读书，在铜陵市第一中学高中毕业后，殷考入中央戏剧学院戏剧文学系，本科毕业后又考上了本校的导演系研究生。研究生毕业后，殷主要从事话剧导演、编剧类的工作。

### 踏足电影
2007年，殷在中戏读大三时，上过一门电影电视创作课，任课老师要求学生“写自己少年时代的经历，写自己的回忆”，由此在殷的笔下产生了讲述循规蹈矩“好学生”型的女生“黎菲”和遭遇家庭变故的“小混混”型的男生“张辰浩”在高中相识的校园故事雏形。殷当时并未就此构架出更完整的故事，但此后这两个人物和人物关系却始终在殷的脑海中挥之不去。一直到2016年时，殷开始从旁观者角度再度回顾这个故事，同时结合时下的青少年校园霸凌等社会新闻，到2017年完成了《再见，少年》的剧本创作。
2019年编剧执导首部电影《再见，少年》，关注原生家庭、青少年犯罪等现实主义议题。2021年推出的《我的姐姐》继续由张子枫主演，聚焦姐弟感情与个人成长问题，获得8.59亿高票房。2024年执导的《野孩子》由王俊凯主演，展现“事实孤儿”与青少年犯罪问题。

## 作品
| 首映年份 | 剧名       | 备注                                                                     |
| 2021年   | 再见，少年 | 2019年拍摄完成，原定2021年4月16日上映，后宣布撤档，改在同年8月27日上映。 |
| 2021年   | 我的姐姐   | [ 5 ]                                                                    |
| 2024年   | 野孩子     | 原定于7月10日上映，其后取消，最终于9月13日上映。                         |

## 荣誉
| 年份 | 頒獎禮               | 作品           | 獎項             | 結果 |
| ---- | -------------------- | -------------- | ---------------- | ---- |
| 2020 | 第23届上海国际电影节 | 《再见，少年》 | 电影频道传媒大奖 | 提名 |
| 2021 | 第15届亚洲电影大奖   | 《我的姐姐》   | 最佳新导演       | 提名 |
| 2021 | 第16届中国长春电影节 | 《我的姐姐》   | 最佳导演         | 獲獎 |